# Мелаццо
Мелаццо (італ. Melazzo, п'єм. Melass) — муніципалітет в Італії, у регіоні П'ємонт,  провінція Алессандрія.
Мелаццо розташоване на відстані близько 450 км на північний захід від Рима, 75 км на південний схід від Турина, 34 км на південний захід від Алессандрії.
Населення — 1322 особи (2014).
Щорічний фестиваль відбувається 24 серпня. 

## Демографія
Населення за роками:

Станом на 1 січня 2023 року в муніципалітеті офіційно проживало 79 іноземців з 25 країн, серед них 28 громадян країн Євросоюзу та 3 громадяни України.

## Сусідні муніципалітети
- Аккуї-Терме
- Бістаньо
- Картозіо
- Кастеллетто-д'Ерро
- Каваторе
- Терцо